# Хамфри, Хьюберт
Хьюберт Хорейшо (Горацио) Хамфри-младший (англ. Hubert Horatio Humphrey, Jr.; имя передаётся также как Губерт; 27 мая 1911, Уоллес, Кодингтон, штат Южная Дакота, США — 13 января 1978, Уэйверли, Райт, штат Миннесота, США) — американский государственный и политический деятель, мэр Миннеаполиса (1945—1948), сенатор от штата Миннесота (1949—1964; 1971—1978), 38-й вице-президент США (1965—1969) от Демократической партии, официальный кандидат в президенты США от демократов на президентских выборах 1968 года.

## Биография

#### Ранние годы
Хьюберт Хорейшо (Горацио) Хамфри-младший родился 27 мая 1911 года в городе Уоллес округа Кодингтон штата Южная Дакота в семье фармацевта и аптекаря Хьюберта Хорейшо (Горацио) Хамфри-старшего (1882—1949) и его супруги, норвежской иммигрантки Рагнильд Кристин Саннес (1883—1973). Хьюберт Хорейшо (Горацио) Хамфри-старший был видным демократом Южной Дакоты, занимая посты мэра, члена Городского Совета и члена Легислатуры Южной Дакоты. Также он был главой делегации Южной Дакоты на национальной конвенции Демократической партии 1944 и 1948 годов.

#### Детство, юность и молодость
Детство Хьюберт Хамфри-младший провёл в Доланде (штат Южная Дакота). Там он окончил среднюю школу, после чего переехал с родителями в Гурон, где его отец открыл новую аптеку. Поступив в Университет Южной Дакоты, проучился там всего год из-за Великой депрессии и обеднения родителей. Уехав учиться в Денвер (штат Колорадо), получил там специальность фармацевта в Фармацевтическом колледже. После этого вернулся в Южную Дакоту и помогал отцу с бизнесом. Работа в аптеке, однако, не нравилась Хьюберту Хамфри-младшему: он желал вновь учиться в Университете Южной Дакоты для получения научной степени доктора политологии и возможности преподавания в колледже. В 1937 году Хьюберт Хамфри-младший возобновил учёбу в Университете Южной Дакоты, став в 1939 году бакалавром искусств. Примерно в это же время он присоединился к сообществу аптекарей Phi Delta Chi. В 1940 году Хьюберт получил степень магистра в Университете Луизианы. Там его однокурсником был Рассел Лонг, будущий сенатор от штата Луизиана. В 1940—1941 годах — преподаватель и докторант в Университете Миннесоты. В эти годы он присоединился к Американской федерации учителей и работал в Администрации прогресса работ. Был успешен в дебатировании, познакомился и сдружился с будущим губернатором штата Миннесота и министром сельского хозяйства США Орвиллом Фрименом. В ходе президентских выборов 1940 года Хамфри поддерживал президента Рузвельта. Став активным демократом Миннесоты и обосновавшись там, Хамфри так и не защитил докторскую диссертацию.
В ходе Второй мировой войны Хамфри трижды пытался поступить на военную службу (два раза на военный флот и один раз в армию), но безуспешно из-за дальтонизма и других медицинских противопоказаний. Будучи гражданским преподавателем в колледже, он, однако, сотрудничал с военными и помогал им. В 1943—1944 годах — помощник директора Военной комиссии по кадрам. Одновременно был профессором политологии в колледже Макалестер в Сент-Поле (штат Миннесота). Там он возглавлял кафедру международных дебатов. После ухода из колледжа Макалестер работал комментатором на радиостанции Миннеаполиса до 1945 года.

#### Начало политической карьеры
Примкнув к Демократической партии, Хамфри принял участие в выборах мэра Миннеаполиса 1943 года. Он был близок к победе (по итогам выборов он набрал 47 % голосов избирателей), но проиграл из-за неудачного финансирования кампании и других причин. В 1944 году сыграл важную роль в создании Демократическо-фермерско-трудовой партии Миннесоты. Демократическую партию США при этом не покинул. Участвовал в избирательной кампании Рузвельта в рамках президентских выборов 1944 года. В 1945 году одержал победу на очередных выборах мэра Миннеаполиса, набрав 61 % голосов избирателей.

#### Мэрство
2 июля 1945 года вступил в должность мэра Миннеаполиса. Как мэр, успешно противостоял городской преступности, улучшил качество работы полиции и боролся с дискриминацией в отношении афроамериканцев при том, что Демократическая партия тогда ещё отражала взгляды и интересы южан и сегрегационистов. Создал Совет по человеческим отношениям, городской аналог Комитета по практике справедливого трудоустройства, а также либеральную и антикоммунистическую организацию «Американцы за демократические действия». В 1947 году успешно переизбрался на второй мэрский срок с беспрецедентно большим отрывом от соперника.
В 1948 году Демократическая партия переживала тяжёлые времена. Президент Трумэн, будучи южанином, осудил погромы против афроамериканцев в ряде городов Юга США и ликвидировал расовую сегрегацию в Вооружённых Силах США. Часть демократов поддерживала такие действия Трумэна, в то время как многие демократы-южане и сегрегационисты — решительно осуждали и грозили бойкотом национальной конвенции Демократической партии 1948 года. Демократическая партия находилась в состоянии раскола, что усугублялось президентскими выборами, которые, как считали общественность и многие политологи, Трумэн позорно проиграет. Южане в итоге создали Демократическую партию прав штатов, выдвинули собственных кандидатов в президенты и вице-президенты, и сформировали в Конгрессе фракцию диксикратов. Трумэн имел очень тяжёлое положение и пытался избежать полного разрыва демократов с южанами. Хамфри, в свою очередь, был бескомпромиссным сторонником борьбы с сегрегацией, заявив на этот счёт, в частности, следующее:
«Пришло время Демократической партии уверенным шагом выйти из мрака прав штатов на яркий свет прав человека»
Положение демократов казалось безнадёжным в свете национальной конвенции 12-15 июля 1948 года в Филадельфии (штат Пенсильвания). Трумэн, однако, сумел сплотить делегатов конвенции вокруг себя, и демократы официально выдвинули его в паре с Олбеном Баркли. Хамфри в ходе национальной конвенции всячески говорил о необходимости демократов защищать права человека, а не штатов, пособничая таким образом сегрегации. Также Хамфри активно поддерживал Трумэна, не щадившего сил для улучшения своего положения в свете предвыборной кампании. В рамках президентских выборов 2 ноября Трумэн совершенно неожиданно победил республиканца Томаса Дьюи и диксикрата Строма Термонда, что поразило американскую общественность и практически все СМИ. Хамфри тем временем успешно избрался в Сенат от Миннесоты.
30 ноября 1948 года Хамфри досрочно прекратил исполнение обязанностей мэра Миннеаполиса.

#### Первый период сенаторства
3 января 1949 года Хьюберт Хамфри-младший официально стал сенатором США от Миннесоты. Он стал первым сенатором-демократом от Миннесоты почти за 100 лет. После смерти отца в 1949 году перестал именовать себя Хьюбертом Хамфри-младшим. Успешно переизбирался на пост сенатора в 1954 и 1960 годах.
Как сенатор, был сторонником и проводником либеральных идей и умеренной части демократов. Поддерживал борьбу за гражданские права, контроль над вооружениями, ограничение ядерных испытаний и активную социальную политику, быстро стал известен как искусный и харизматичный оратор. Первое время его недолюбливали сенаторы-южане типа Ричарда Рассела из Джорджии. Они, однако, немного смягчились по отношению к Хамфри после того, как он сблизился с сенатором Линдоном Джонсоном из Техаса.
С 1949 года работал в структуре «Федеральная помощь образованию», с 1956 года — в структурах, разрабатывавших и лоббировавших договор о запрете ядерных испытаний.
В 1952 году попытался стать официальным кандидатом в президенты от демократов на выборах 4 ноября, но безуспешно.
В 1953 году в свете восстания в ГДР призывал к организации в обеих Германиях свободных выборов.
В 1954 году выступил за запрет Коммунистической партии США.
В 1957 году первым предложил создать Корпус мира.
В 1957—1961 годах — глава сенатского комитета по разоружению.
В 1958 году был ключевым инициатором принятия федерального Закона о гуманном забое скота.
В 1960 году внёс в Конгресс законопроект о создании Национального агентства мира.
Участник предвыборной кампании демократов 1960 года, в ходе которой соперничал с сенатором Джоном Кеннеди из Массачусетса, Джонсоном, Эдлаем Стивенсоном и другими. С треском проиграв праймериз и национальную конвенцию Демократической партии 11-15 июля 1960 года в Лос-Анджелесе (штат Калифорния), поддержал Кеннеди и его напарника Джонсона.
В 1964 году Джонсон, уже ставший президентом, баллотировался на первый полноценный срок. Без особого труда выиграв праймериз Демократической партии, Джонсон был избран официальном кандидатом в президенты от демократов в рамках национальной конвенции 24-27 августа 1964 года в Атлантик-Сити (штат Нью-Джерси). Своим напарником Джонсон выбрал сенатора Хамфри. Вместе они привели демократов к победе на выборах 3 ноября.
30 декабря 1964 года Хамфри досрочно прекратил исполнение обязанностей сенатора.

#### Вице-президентство
20 января 1965 года Хьюберт Хамфри официально стал вице-президентом США.
Как вице-президент, Хамфри имел непоследовательную позицию в отношении войны во Вьетнаме и увеличения участия в ней США. Из-за этого он имел разногласия с президентом Джонсоном. Считал сомнительной военную операцию «Раскаты грома». Противники войны во Вьетнаме и антивоенные активисты, однако, считали Хамфри верным сторонником Джонсона, как и эскалации войны во Вьетнаме. В ходе ряда поездок за рубеж Хамфри пытался найти посредников для переговоров об урегулировании войны во Вьетнаме, но безуспешно.
В начале 1968 года считалось, что Джонсон пойдёт на переизбрание, а Хамфри вновь станет его напарником. Однако в марте 1968 года Джонсон в свете непопулярности и плохого самочувствия (президентство заметно подорвало его здоровье) отказался баллотироваться и поддержал Хамфри. Хамфри противостояли более решительные и жёсткие противники войны во Вьетнаме в лице Роберта Кеннеди, Джорджа Макговерна и Юджина Маккарти. Хамфри занимал осторожную и нечёткую позицию по отношению к войне во Вьетнаме, что не нравилось многим противникам войны, как и немалому проценту демократов. 5 июня 1968 года на Кеннеди совершили покушение, а 6 июня он умер. Это облегчило положение Хамфри, и в ходе национальной конвенции Демократической партии 26-29 августа 1968 года в Чикаго (штат Иллинойс) он был избран официальным кандидатом в президенты от демократов. Напарником Хамфри стал сенатор Эдмунд Маски из Мэна. Кремль предлагал тайно субсидировать избирательную кампанию Хамфри, однако тот вежливо отклонил это предложение.
Предвыборная кампания 1968 года была для демократов напряжённой и трудной. В итоге выборы 5 ноября выиграла пара Никсон-Агню, выдвинутая республиканцами.
20 января 1969 года Хамфри передал вице-президентские полномочия Спиро Агню.

#### После вице-президентства
Первое время после вице-президентства преподавал в колледже Макалестера и Университете Миннесоты, иногда выступал с политическими заявлениями.
В ноябре 1970 года Хамфри вновь был избран в Сенат от Миннесоты. С 3 января 1971 года и до самой смерти — сенатор США от Миннесоты.
Активно критиковал политику администрации Никсона.
Участник предвыборной кампании демократов 1972 года. Официальным кандидатом в президенты от демократов, однако, стал сенатор Макговерн из Южной Дакоты.
В ходе предвыборной кампании демократов 1976 года поддерживал Джимми Картера.
13 января 1978 года Хьюберт Хамфри скончался в Уэйверли округа Райт штата Миннесота в возрасте 66 лет от рака мочевого пузыря. На его похоронах присутствовали, в частности, Никсон, президент Картер и вице-президент Мондейл. Хамфри был похоронен на кладбище Лейквуд в Миннесоте.

## Семья
С 1936 года Хьюберт Хамфри был женат на Мюриэль Хамфри Браун. У супругов было четверо детей: Нэнси Фэй, Хьюберт Хорейшо (Горацио) «Скип» Хамфри III, Роберт Эндрю и Дуглас Саннес. Мюриэль Хамфри Браун некоторое время была сенатором США от Миннесоты и пережила супруга на 20 лет.

## Награды
- Золотая медаль Конгресса США (США; 13 июня 1979, посмертно)
- Серебряная Президентская медаль Свободы (США; 1980, посмертно)

## Память
В честь Хамфри названы известная международная программа стипендий, а также несколько заведений и сооружений, в том числе расположенный в Миннеаполисе «Метродом» — самый большой крытый стадион для бейсбола в мире. В 2014 году данный стадион был демонтирован.

## Образ в кино
- «Женщина по имени Голда» (США; 1982) — Франклин Ковер
- «До конца» (США; 2016) — Брэдли Уитфорд
- «ЛБД» (США; 2017) — Дуг Маккеон